# Port Lincoln
Port Lincoln är en hamnstad i South Australia, på västra sidan av Spencerbukten, nära inloppet.
Port Lincoln är en betydande hamn för ull- och veteexport.

## Historia
Aboriginerna har bott på Eyrehalvön i 40 000 år. När europeerna kom till området i början av 1800-talet var Barngarla-folket de främsta ursprungsfolken. Det ursprungliga Barngarla namnet var Galinyala.

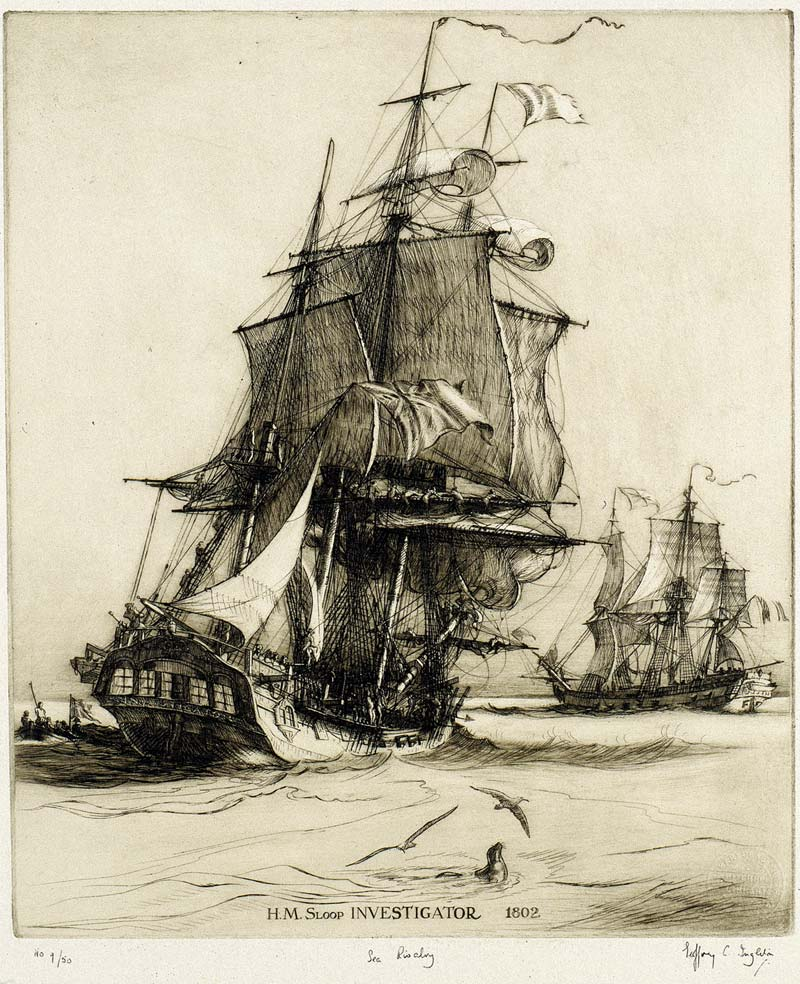
HMS Investigator

Den brittiske sjökaptenen Matthew Flinders från Lincolnshire var den första europé som seglade utmed Australiska sydkusten och utforskade kusten. Den 25 februari 1802 angjorde Flinders’ fartyg HMS Investigator den naturliga hamnen på Eyrehalvön.
Två månader senare anlände den franske kartografen Nicolas Baudin. På 1820-talet kom franska valfångare till Antarktiska oceanen och sökte baser i Spencerbukten.
I slutet på 1830-talet började européer bosätta sig på Eyrehalvön och 1840 fanns det 270 nybyggare i Port Lincoln. En engelsk upptäcktsresande, Edward John Eyre utforskade kusten utmed Stora Australbukten tillsammans med aboriginsk vägvisare. 1921 blev Port Lincoln egen kommun och 1936 var invånarantalet 3200.

## Ekonomi
Staden hanterar stora mängder spannmål och ull som skeppas ut i hamnen. Livsmedelsindustri för export är också omfattande, framför allt lamm och nötkött, 
Australiens största fiskeflottan har bas i Spencerbukten och det finns odlingar av tonfisk, ostron, musslor och hummer med mera för export till Japan.

### Turism
Port Lincoln är ett populärt turistmål vid kusten med vackert landskap och närheten till Stora Australbukten. Segling, sportfiske och dykning är populära sporter.
Lincoln National Park, Coffin Bay National Park och Kellidie Bay Conservation Park ligger i närheten av staden.
Eyrehalvön har följande sevärdheter
- Axel Stenross Maritim Museum – finsk skeppsbyggare på 1920-talet.
- Fishermen’s Memorial – visar faror för fiskare till sjöss.
- Dreamtime Rainbow Rock – gruvbrytning av regnbågsopal.
- Kuju Aboriginal Art Gallery and Workshop – Aborigin Konstgalleri och verkstad.
- Roseview Garden – Rosenträdgård

## Kommunikationer

### Järnväg
Eyre Peninsula Railway startar i Port Lincoln med linjer till Lake MacDonnell och Buckleboo.

### Sjöfart
Hamnen är en av världens största naturhamnar ligger vid Boston Bay i Spencerbukten. Förutom hamn för lastfartyg och oljetankers finns också kaj för kryssningsfartyg. Hamnen i Port Lincoln administreras av Flinders Ports som också har hamnar i Adelaide, Pirie, Thevenard, Wallaroo och Klein Point.

### Flyg
Port Lincoln Airport ligger några kilometer norr om staden och har flera dagliga flyg till South Australia’s huvudstad Adelaide.